# Министерство труда и социального развития Республики Абхазия
Министерство труда, занятости и социального обеспечения Республики Абхазия (абх. Аҧсны Аҳәынҭқарра Аџьеи, аусура анаплакреи, асоциалтә еиқәыршәареи рминистрра) — центральный орган государственного управления Республики Абхазия, проводящий государственную политику в области труда и социальной сферы.

## Руководство
| № | ФИО                           | Дата назначения | Дата освобождения | Примечание  |
| - | ----------------------------- | --------------- | ----------------- | ----------- |
|   | Мистакопуло, Николай Иванович | 1992            | 1998              |             |
|   | Колтукова, Ольга Викторовна   | 2 марта 2005    | 19 октября 2014   | [ 1 ] [ 2 ] |
|   | Керселян, Сурен Арутюнович    | 19 октября 2014 | август 2016       | [ 3 ]       |
|   | Аджба, Руслан Таифович        | 23 августа 2016 |                   |             |